# 블루스타 작전
블루스타 작전(Operation Blue Star)은 1984년 6월 1일부터 10일까지 인도 펀자브주 암리차르에 위치한 시크교도들의 거룩한 장소인 황금 사원의 건물에서 담다미 탁살 지도자 자르나일 싱 빈드란왈레와 그의 추종자들을 제거하기 위해 수행한 군사 작전의 암호명이다. 당시 육군참모총장 S. K. 시냐에 따르면 작전의 시작은 인도의 총리 인디라 간디가 이미 18개월 전에 사원에서 대결을 위한 군사 준비를 승인했다고 한다. 1982년 7월 시크 정당 시로마니 아칼리 달의 총재 하르칸드 싱 롱고왈은 정부의 체포를 피하기 위해 빈드란왈레를 황금 사원에 거주하도록 초청했다.
인도 정보당국은 시크교 고위인사인 샤베그 싱, 발비르 싱, 암리크 싱이 1981년부터 1983년까지 각각 6차례 이상 파키스탄을 방문했다고 보고했다. 이후 빈드란왈레에 합류하기 위해 탈영한 인도 육군 장교 샤베그 싱은 아칼 타흐트에서 무기 훈련을 제공한 것으로 밝혀졌다. 정보국은 잠무 카슈미르주 전역과 히마찰프라데시주에 걸쳐 다양한 구루드와라에서 훈련이 제공되고 있다고 주장했다. 아므릭 싱은 이러한 주장에 대해 "전통 무기"를 소지한 학생 훈련 캠프가 40년 전부터 이 지역에 존재해왔다고 말했다. 소련 KGB 정보기관은 파키스탄의 ISI와 미국의 중앙정보국(CIA)이 인도 펀자브주에서 분리주의자들의 불안을 부추기기 위한 공동작전에 대해 인도의 연구분석동(R&AW)에 제보했다. R&AW는 파키스탄 육군 장교에 대한 심문을 통해 파키스탄 정부가 인도 정부에 대항하는 시크교도들을 돕기 위해 인도 펀자브주에 파견했다는 정보를 입수했다. 인도-파키스탄 국경의 높은 수준의 군사화로 인한 것이다. 파키스탄 정보부 요원들은 또한 카슈미르와 쿠치구 지방 구자라트주의 밀수 경로를 따라 사보타주를 저지를 계획을 가지고 파견되었다.
1981년 소련은 콘탁트 작전을 시작했는데, 이 작전은 ISI가 독립 국가를 만들고자 하는 시크교도 무장세력에게 제공한 무기와 자금에 대한 세부 사항을 담은 위조된 문서에 근거한 것이었다. 1982년 11월, 소련 공산당 서기장 유리 안드로포프는 펀자브주에서 종교 소동을 선동하고 시크 독립국으로서 할리스탄의 창설을 촉진하기 위해 파키스탄의 정보 문서를 조작하는 제안을 승인했다. 인디라 간디가 펀자브주로 군대를 옮기기로 한 것은 시크교도들에 대한 CIA의 비밀 지원에 대해 소련이 제공한 정보를 진지하게 받아들인 것에 바탕을 두었다.
1984년 6월 1일, 무장세력과의 협상이 실패한 후, 인디라 간디는 아난드푸르 결의안을 거부하고 군대에 블루스타 작전을 개시하라고 명령했다. 6월 1일, 인도 보안군은 무장세력의 훈련을 평가하기 위해 여러 건물에 총격을 가해 민간인 8명이 사망했다. 1984년 6월 3일, 다양한 군부대와 준군사조직이 골든 템플 단지를 포위했다. 육군의 공식 입장은 순례자들의 대피를 용이하게 하기 위해 경고를 했지만 6월 5일 오후 7시까지 항복이나 석방이 이루어지지 않았다는 것이었다. 그러나 2017년 4월 암리차르 구역과 세션스 재판관 구비르 싱은 인도군이 순례자들에게 공격을 시작하기 전에 사원을 떠나라고 경고했다는 증거가 없다고 판결했다. 육군의 사찰단지 공격은 6월 8일에 끝났다. 우드로즈 작전이라는 암호명이 붙은 정화 작전이 펀자브 전역에서 시작되었다.

## 비판
이 작전은 정부의 공격 시기 선택, 사상자 수, 재산 손실, 인권 침해 혐의 등 여러 가지 이유로 비판을 받아왔다.

### 군인에 대한 예우
1985년 7월 10일 인도의 대통령 자일 싱으로부터 이 작전에 참여한 군인들과 장군들에게 용맹상, 훈장, 훈장 및 승진을 수여했다. 하진더 싱 딜지어와 같은 작가들과 활동가들은 이 행위를 작전의 인권침해로 비난하였다.

### 영국의 개입
영국의 마거릿 대처 정부는 사원을 급습하려는 인도 정부의 의도를 알고 있었고, 인도 당국에 조언하기 위해 SAS 장교를 파견했다. 이 지원 및 기타 지원은 인도에 대한 영국의 무기 판매를 보호하기 위한 것이었다. 관련 영국 정부 기록은 검열되었다.

## 같이 보기
- 황금 사원